# Symbolophorus barnardi
Symbolophorus barnardi es una especie de pez de la familia Myctophidae.

## Descripción
Se trata de una especie de pez linterna mesopelágica que se caracteriza por sus grandes ojos, además cuenta con fotóforos en la parte inferior del cuerpo que emiten una luz azul, aunque puede variar a verde. Mide 11,6 cm longitud, aunque se han encontrado especies de hasta 12 cm (120 mm). La madurez sexual la alcanza cuando crece hasta los 9,5 cm.

## Distribución y hábitat
Especie circunglobal en el hemisferio sur, reportado en el estado de Nueva Gales del Sur hasta Australia Occidental, también en Nueva Zelanda y África. Habita en el Atlántico oriental. Comúnmente alcanza profundidades de 750 m o más, con una profundidad diurna de 300-900 m y por la noche registrado hasta los 400 m.